# 廣嶋玲子
廣嶋 玲子（ひろしま れいこ、1981年1月18日 - ）は、日本の小説家、児童文学作家、ファンタジー作家。

## 経歴・人物
神奈川県横浜市生まれ。横浜市立磯子小学校、横浜市立岡村中学校、神奈川県立横浜立野高等学校を経て、横浜市立大学国際文化学部を卒業。
2003年、投稿作「姫君と女騎士」が小学館の第27回パレットノベル大賞佳作に入選し、同作を改題した「翡翠の守護者」が受賞作アンソロジー『デビュタント・オムニバス』（パレット文庫刊）に収録された。2005年には、「水妖の森」が第4回ジュニア冒険小説大賞大賞を受賞し、本格的に作家デビュー。2008年、「あぐりこ」で第14回児童文学ファンタジー大賞奨励賞を受賞する。主に児童文学を発表しているが、一般向けの小説も発表している。趣味は読書、オペラ鑑賞など。
児童文学ファンタジー大賞奨励賞を受賞した際には、「日本には、多くの精霊や神々が息づいている。あらゆるものに魂が宿っているという考え方が大好き。そのようなものに焦点を当てた作品を、これからも書いていきたい」と語っている。

## 作品リスト

### はんぴらり!
刊行年月はフォア文庫版 / 図書館版 / 増補新版の順に記載。
- はんぴらり! 1 妖怪だらけの夏休み（2007年7月 フォア文庫 / 2010年3月 童心社 / 2021年3月 童心社）
- はんぴらり! 2 秋の宴はおおさわぎ（2007年9月 フォア文庫 / 2010年3月 童心社 / 2021年3月 童心社）
- はんぴらり! 3 神さまはてんてこまい（2007年11月 フォア文庫 / 2010年3月 童心社 / 2021年7月 童心社）
- はんぴらり! 4 きけんなきけんな鬼退治（2008年1月 フォア文庫 / 2010年3月 童心社 / 2021年11月 童心社）
- はんぴらり! 5 満月の夜はミステリー（2008年7月 フォア文庫 / 2010年3月 童心社 / 2022年3月 童心社）
- はんぴらり! 6 妖怪たちの大運動会（2008年9月 フォア文庫 / 2010年3月 童心社 / 2022年7月 童心社）
- はんぴらり! 7 まねき猫のおくりもの（2009年2月 フォア文庫 / 2010年3月 童心社 / 2022年11月 童心社）

### 鬼ケ辻にあやかしあり
- 鬼ケ辻にあやかしあり（2008年10月 ポプラポケット文庫）
- 鬼ケ辻にあやかしあり2 雨の日の迷子（2009年2月 ポプラポケット文庫）
- 鬼ケ辻にあやかしあり3 座敷の中の子（2009年6月 ポプラポケット文庫）

### ゆうれい猫ふくこさん
- ゆうれい猫ふくこさん（2011年10月 岩崎書店）
- ゆうれい猫と魔女の呪い（2013年5月 岩崎書店）
- ゆうれい猫と魔術師の少年（2020年5月 岩崎書店）

### 魔女犬ボンボン
- 魔女犬ボンボン ナコと運命のこいぬ（2012年10月 角川つばさ文庫）
  - 【改題】魔女犬ボンボン ナコ、こいぬと出会う（2023年1月 KADOKAWA）
- 魔女犬ボンボン2 ナコと金色のお茶会（2013年1月 角川つばさ文庫）
- 魔女犬ボンボン3 ナコと奇跡の流れ星（2013年4月 角川つばさ文庫）
- 魔女犬ボンボン4 ナコと幸せの約束（2013年9月 角川つばさ文庫）
- 魔女犬ボンボン5 おかしの国の大冒険（2014年4月 角川つばさ文庫）
- 魔女犬ボンボン6 ナコと夢のフェスティバル（2014年9月 角川つばさ文庫）
- 魔女犬ボンボン7 ナコとひみつの友達（2015年4月 角川つばさ文庫）
- 魔女犬ボンボン8 ナコと太陽のきずな（2015年9月 角川つばさ文庫）

### ふしぎ駄菓子屋 銭天堂
- ふしぎ駄菓子屋 銭天堂（2013年5月 偕成社）
- ふしぎ駄菓子屋 銭天堂2（2014年1月 偕成社）
- ふしぎ駄菓子屋 銭天堂3（2014年8月 偕成社）
- ふしぎ駄菓子屋 銭天堂4（2015年6月 偕成社）
- ふしぎ駄菓子屋 銭天堂5（2015年9月 偕成社）
- ふしぎ駄菓子屋 銭天堂6（2016年5月 偕成社）
- ふしぎ駄菓子屋 銭天堂7（2017年2月 偕成社）
- ふしぎ駄菓子屋 銭天堂8（2017年10月 偕成社）
- ふしぎ駄菓子屋 銭天堂9（2018年4月 偕成社）
- ふしぎ駄菓子屋 銭天堂10（2018年10月 偕成社）
- ふしぎ駄菓子屋 銭天堂11（2019年4月 偕成社）
- ふしぎ駄菓子屋 銭天堂12（2019年10月 偕成社）
- ふしぎ駄菓子屋 銭天堂13（2020年4月 偕成社）
- ふしぎ駄菓子屋 銭天堂14（2020年9月 偕成社）
- ふしぎ駄菓子屋 銭天堂15（2021年4月 偕成社）
- ふしぎ駄菓子屋 銭天堂16（2021年9月 偕成社）
- ふしぎ駄菓子屋 銭天堂17（2022年4月 偕成社）
- ふしぎ駄菓子屋 銭天堂18（2022年9月 偕成社）
- ふしぎ駄菓子屋 銭天堂19（2023年4月 偕成社）
- ふしぎ駄菓子屋 銭天堂20（2023年9月 偕成社）
- ふしぎ駄菓子屋銭天堂にようこそ 公式ガイドブック（2021年1月 偕成社）
- にゃははな毎日 銭天堂の招き猫たち（2023年11月 偕成社）
- よどみ 銭天堂番外編（2025年6月 偕成社）　　　　　　　　　　　　その他で、いろいろと銭天堂にまつわる話を書いている。

### ふしぎ駄菓子屋 銭天堂 吉凶通り
- ふしぎ駄菓子屋 銭天堂 吉凶通り1（2024年4月 偕成社）
- ふしぎ駄菓子屋 銭天堂 吉凶通り2（2024年9月 偕成社）
- ふしぎ駄菓子屋 銭天堂 吉凶通り3（2025年4月 偕成社）

### あやし、おそろし、天獄園
- あやし、おそろし、天獄園 銭天堂 番外編（2022年11月 偕成社）
- あやし、おそろし、天獄園2 銭天堂 番外編（2024年7月 偕成社）

### 夢の守り手
- 夢の守り手 ふしぎな目を持つ少女（2015年3月 ポプラポケット文庫）
- 夢の守り手2 永遠の願いがかなう庭（2015年8月 ポプラポケット文庫）
- 夢の守り手3 うつろ夢からの逃亡者（2015年11月 ポプラポケット文庫）

### 妖怪の子預かります
刊行年月は創元推理文庫版 / 児童書版の順に記載。
児童書版の表紙には巻数のみが記載されている（1巻にも巻数の記載あり）。
- 妖怪の子預かります（2016年4月 創元推理文庫 / 2020年6月 東京創元社）
- うそつきの娘 妖怪の子預かります2（2016年8月 創元推理文庫 / 2020年6月 東京創元社）
- 妖たちの四季 妖怪の子預かります3（2016年12月 創元推理文庫 / 2020年7月 東京創元社）
- 半妖の子 妖怪の子預かります4（2017年6月 創元推理文庫 / 2020年7月 東京創元社）
- 妖怪姫、婿をとる 妖怪の子預かります5（2018年1月 創元推理文庫 / 2020年8月 東京創元社）
- 猫の姫、狩りをする 妖怪の子預かります6（2018年7月 創元推理文庫 / 2020年9月 東京創元社）
- 妖怪奉行所の多忙な毎日 妖怪の子預かります7（2019年1月 創元推理文庫 / 2020年10月 東京創元社）
- 弥助、命を狙われる 妖怪の子預かります8（2019年6月 創元推理文庫 / 2020年11月 東京創元社）
- 妖たちの祝いの品は 妖怪の子預かります9（2019年12月 創元推理文庫 / 2020年12月 東京創元社）
- 千弥の秋、弥助の冬 妖怪の子預かります10（2020年6月 創元推理文庫 / 2020年12月 東京創元社）

### 妖怪の子、育てます
『妖怪の子預かります』シリーズ第2部。刊行年月は創元推理文庫版 / 児童書版の順に記載。児童書版の表紙には巻数のみが記載されている（1巻にも巻数の記載あり）。
- 妖怪の子、育てます（2021年12月 創元推理文庫 / 2022年2月 東京創元社）
- 千吉と双子、修業をする 妖怪の子、育てます2（2022年9月 創元推理文庫 / 2022年11月 東京創元社）
- 妖たちの気ままな日常 妖怪の子、育てます3（2023年6月 創元推理文庫 / 2023年8月 東京創元社）
- 隠し子騒動 妖怪の子、育てます4（2024年4月 創元推理文庫 / 2024年6月 東京創元社）
- 行方知れずの仲人屋 妖怪の子、育てます5（2025年1月 創元推理文庫 / 2025年3月 東京創元社）

### もののけ屋
- もののけ屋 一度は会いたい妖怪変化（2016年5月 静山社 / 2020年11月 静山社ペガサス文庫）
- もののけ屋 二丁目の卵屋にご用心（2016年9月 静山社 / 2021年2月 静山社ペガサス文庫）
- もののけ屋 三度の飯より妖怪が好き（2017年3月 静山社 / 2021年5月 静山社ペガサス文庫）
- もののけ屋 四階フロアは妖怪だらけ（2017年11月 静山社 / 2021年8月 静山社ペガサス文庫）

### ナルマーン年代記
- 青の王（2017年4月 東京創元社）
- 白の王（2018年10月 東京創元社）
- 赤の王（2020年3月 東京創元社）
- 王達の戯れ ナルマーン年代記短編集（2024年7月 東京創元社）

### 十年屋
- 十年屋 時の魔法はいかがでしょう?（2018年7月 静山社）
- 十年屋2 あなたに時をあげましょう（2019年2月 静山社）
- 十年屋3 時にはお断りもいたします（2019年7月 静山社）
- 十年屋4 ときどき謎解きいたします（2020年6月 静山社）
- 十年屋5 ひまな時もございます（2021年3月 静山社）
- 十年屋6 見習いのお時間です（2022年5月 静山社）
- 十年屋7 タイムセールいたします（2023年11月 静山社）
- 十年屋8 黄昏時のお客様（2025年2月 静山社）　　　　　　　　　　　　私はだーいすき！

### 十年屋と魔法街の住人たち
- 作り直し屋 十年屋と魔法街の住人たち（2019年4月 静山社）
- いろどり屋 十年屋と魔法街の住人たち2（2020年3月 静山社）
- お天気屋と封印屋 十年屋と魔法街の住人たち3（2021年11月 静山社）
- 銀行屋と小間使い猫 十年屋と魔法街の住人たち4（2023年4月 静山社）
- 見つけ屋とお知らせ屋 十年屋と魔法街の住人たち5（2024年7月 静山社）
- うつし屋と大小屋 十年屋と魔法街の住人たち6（2025年7月 静山社）

### 鬼遊び
- 鬼遊び 鬼よぶわらべ歌（2019年4月 小峰書店）
- 鬼遊び 地獄のお囃子（2019年6月 小峰書店）
- 鬼遊び 髑髏の手まり歌（2019年10月 小峰書店）
- 鬼遊び 闇の子守唄（2020年1月 小峰書店）

### 秘密に満ちた魔石館
- 秘密に満ちた魔石館（2019年8月 PHP研究所）
- 秘密に満ちた魔石館2（2020年8月 PHP研究所）
- 秘密に満ちた魔石館3（2021年12月 PHP研究所）
- 秘密に満ちた魔石館4（2022年12月 PHP研究所）
- 秘密に満ちた魔石館5（2024年1月 PHP研究所）

### 失せ物屋お百
- 失せ物屋お百（2020年2月 ポプラ文庫）
- 失せ物屋お百 首なしの怪（2020年9月 ポプラ文庫）

### おっちょこ魔女先生
- おっちょこ魔女先生 保健室は魔法がいっぱい!（2020年3月 KADOKAWA）
- おっちょこ魔女先生 魔女修業は危険がいっぱい!（2020年11月 KADOKAWA）

### トラブル旅行社（トラベル）
- トラブル旅行社 砂漠のフルーツ狩りツアー（2020年3月 金の星社）
- トラブル旅行社 魔獣牧場でホームステイ（2022年7月 金の星社）
- トラブル旅行社 白熱の龍神まつり（2024年1月 金の星社）
- トラブル旅行社 トロピカル諸島で秘宝ハント（2025年7月 金の星社）

### かみさまのベビーシッター
- かみさまのベビーシッター（2020年4月 理論社）
- かみさまのベビーシッター ライバルはあかちゃん!（2022年5月 理論社）
- かみさまのベビーシッター かみさま、合宿へ!（2023年6月 理論社）
- かみさまのベビーシッター かみさまの家出（2024年12月 理論社）

### 怪奇漢方桃印
- 怪奇漢方桃印 いらんかね? 退魔封虫散（2020年7月 講談社）
- 怪奇漢方桃印 いかがかな? 相思相愛香（2020年8月 講談社）
- 怪奇漢方桃印 ぴったりなのね 木偶人形心丹（2020年12月 講談社）
- 怪奇漢方桃印 なかなかやばいの 違反解除湯（2021年4月 講談社）

### 猫町ふしぎ事件簿
- 猫町ふしぎ事件簿 猫神さまはお怒りです（2020年10月 童心社）
- 猫町ふしぎ事件簿 猫神さまは月夜におどります（2021年2月 童心社）

### ストーリーマスターズ
刊行年月は単行本 / 図書館版の順に記載。
- ふしぎな図書館と魔王グライモン ストーリーマスターズ1（2022年3月 講談社 / 2023年9月 講談社）
- ふしぎな図書館とアラビアンナイト ストーリーマスターズ2（2022年7月 講談社 / 2023年9月 講談社）
- ふしぎな図書館とやっかいな相棒 ストーリーマスターズ3（2022年12月 講談社 / 2023年9月 講談社）
- ふしぎな図書館とてごわい神話 ストーリーマスターズ4（2023年9月 講談社 / 2023年9月 講談社）
- ふしぎな図書館と消えた西遊記 ストーリーマスターズ5（2024年3月 講談社 / 2024年3月 講談社）
- ふしぎな図書館とクリスマス大決戦 ストーリーマスターズ6（2024年11月 講談社 / 2024年11月 講談社）

### 単発作品
- 水妖の森（2006年4月 岩崎書店）
- 盗角妖伝（2007年10月 岩崎書店）
- だるまてんぐのあかてんくろてん きょうだいばんざいの巻（2009年11月 教育画劇）
- 送り人の娘（2010年2月 角川書店 / 2014年10月 角川文庫）
- 火鍛冶の娘（2011年3月 角川書店 / 2023年8月 角川文庫）
- 仮面城からの脱出 ちぎれた世界のリトルレイダー（2011年10月 講談社青い鳥文庫）
- 魂を追う者たち（2012年7月 講談社）
- こちら、ハンターカンパニー希少生物問題課!（2015年5月 KADOKAWA）
- 狐霊の檻（2017年1月 小峰書店）
- 神様ペット×（ペケ） 幸運のノラネコ（2017年5月 角川つばさ文庫）
- 世界一周とんでもグルメ はらぺこ少女、師匠に出会う（2018年5月 角川つばさ文庫）
- はざまの万華鏡写真館（2023年11月 KADOKAWA）
- 妖花魔草物語（2024年3月 小峰書店）
- 妖鳥魔獣物語（2025年3月 小峰書店）

### 一般小説
- 鵺の家（2015年6月 東京創元社）
- 鳥籠の家（2017年12月 創元推理文庫 / 単行本版『鵺の家』改題・文庫化）
- 銀獣の集い 廣嶋玲子短編集（2021年1月 東京創元社）

### アンソロジー
「」内が収録されている廣嶋玲子の作品
- デビュタント・オムニバス Vol.1 第27回パレットノベル大賞入選作品集（2003年3月 パレット文庫）「翡翠の守護者」
- 楽園の薫香 フーコー短編小説傑作選 20（2006年3月 星雲社）「おすみ幽霊」
- もしも魔女になれたら!? 人気作家スペシャル短編集（2011年3月 角川つばさ文庫）「魔女犬ボンボン」
- ぐるぐるの図書室（2016年10月 講談社）「妖怪食堂は大繁盛」
- ねがいごと（2018年5月 静山社）「十年後の約束」
- ぎりぎりの本屋さん（2018年10月 講談社）「魔本、妖本にご用心!」
- じりじりの移動図書館（ブックカー）（2020年7月 講談社）「本の続きは霧の向こう」
- ふしぎ 〈霊験〉時代小説傑作選（2021年9月 PHP文芸文庫）「紅葉の下に風解かれ」
- はなごよみ 〈草花〉時代小説傑作選（2022年9月 PHP文芸文庫）「桜の森に花惑う」
- くらくらのブックカフェ（2024年9月 講談社）「呪いの行く末」

### 作詞
- 第90回（2023年度）NHK全国学校音楽コンクール課題曲 小学校 同声二部合唱 緑の虎（2023年4月 NHK出版）